# کبوتر شاهی آرام
کبوتر شاهی آرام (نام علمی: Ducula pacifica) یک گونه پرشمار از کبوترها در خانواده کبوتران است. این پرنده در ساموآی آمریکا، جزایر کوک، جزایر کوچک‌تر فیجی شرقی، کیریباتی، نیووی، جزایر اقماری کوچکتر پاپوآ گینه نو، ساموآ، جزایر سلیمان، توکلائو، تونگا، تووالو، وانواتو، و جزایر والیس و فوتونا یافت می‌شود.
زیستگاه طبیعی آن جنگل‌های دشت مرطوب گرمسیری در جزایر کوچک‌تر و جنگل‌های کوهستانی مرطوب گرمسیری در جزایر بزرگتر است. این نوع کبوتر در بخش‌هایی از محدوده خود، بین جزایر به منظور جستجوی علوفه سفر می‌کند. این کبوترها گاه گرد هم آمده و با تشکیل گروه‌هایی بزرگ در درختان میوه، مسافت‌هایی را برای یافتن خوراک طی کنند. این گونه میوه‌خوار است و گونه‌های مختلف میوه و گهگاه برگ و گل را می‌خورد. جفت‌ها روی درختان مرتفع آشیانه می‌سازند. آشیانه‌های آن‌ها نامرتب و پنهان است. این گونه کبوتر معمولاً یک تخم می‌گذارد و برتخم‌نشینی توسط هر دو جنس انجام می‌شود.
نابودی زیستگاه و شکار بی‌رویه در برخی مناطق به کاهش تعداد کبوتر شاهی آرام انجامیده، اما تعدادشان در بیشتر محدوده زیستگاه مناسب است و توسط اتحادیه بین‌المللی حفاظت از طبیعت در رده «کمترین نگرانی» قرار گرفته‌اند. شکار کبوتر شاهنشاه آرام در دوران پیش از تاریخ در تونگا و ساموآ با تله‌های استادانه روی سکوهای سنگی انجام می‌شد و این شکارها از اهمیت فرهنگی قابل توجهی برخوردار بودند.
در نیووی به این کبوتران لوپه می‌گویند و برای مردم محلی یک خوردنی لذیذ است. این پرندگان در آن جزیره اکنون حفاظت شده به‌شمار می‌آیند اما مردم هنوز آنها را شکار می‌کنند. مشخص نیست که در آن جزیره این پرندگان در کجا زاد و ولد می‌کنند یا از کجا می‌آیند زیرا هیچ مدرکی دال بر وجود لانه آن‌ها در نیوئه یافت نشده است.